# Palazzo delle Poste (Florença - Via Pellicceria)

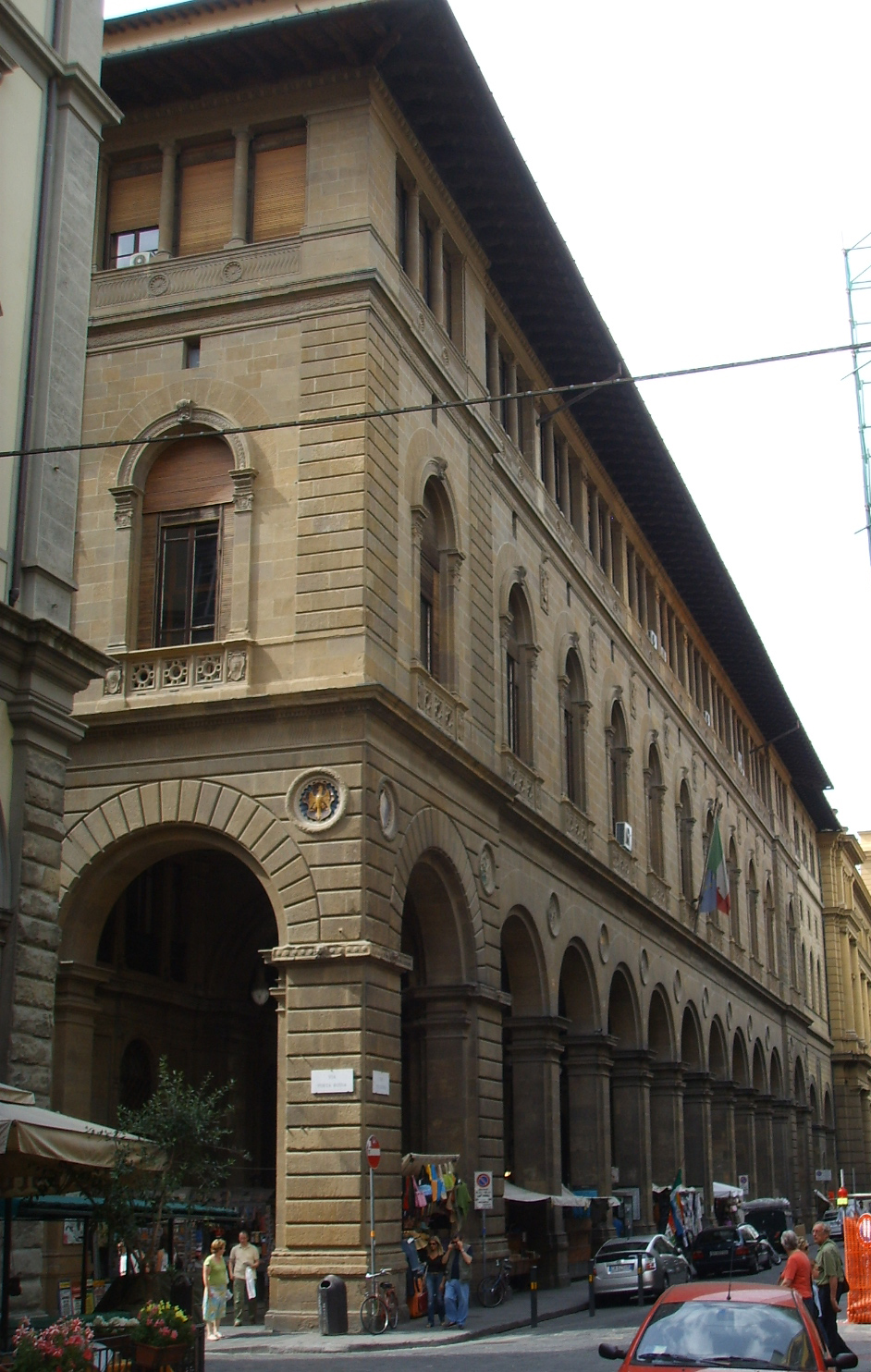
Fachada do Palazzo delle Poste sobre a Via Pellicceria.

O Palazzo delle Poste (Palácio dos Correios) é um palácio de Florença que se encontra entre a Via Pellicceria, a Via Porta Rossa e a Piazza Davanzati, constituindo um quarteirão completo na malha ortogonal do centro citadino oitocentista, a uma curtíssima distância da Piazza della Repubblica e da Piazza Strozzi. 

## História
Dada a situação em que se encontravam organizados os serviços postais, dispersos por diversos edifícios do centro citadino em 1903, a Comuna de Florença empreendeu negociações com o Governo para a concessão de dois lotes, resultantes das operações de ressaneamento do velho centro e que permaneciam por vender, com o fim de construir um edifício que permitisse a reunificação dos serviços postais e telegráficos da cidade.

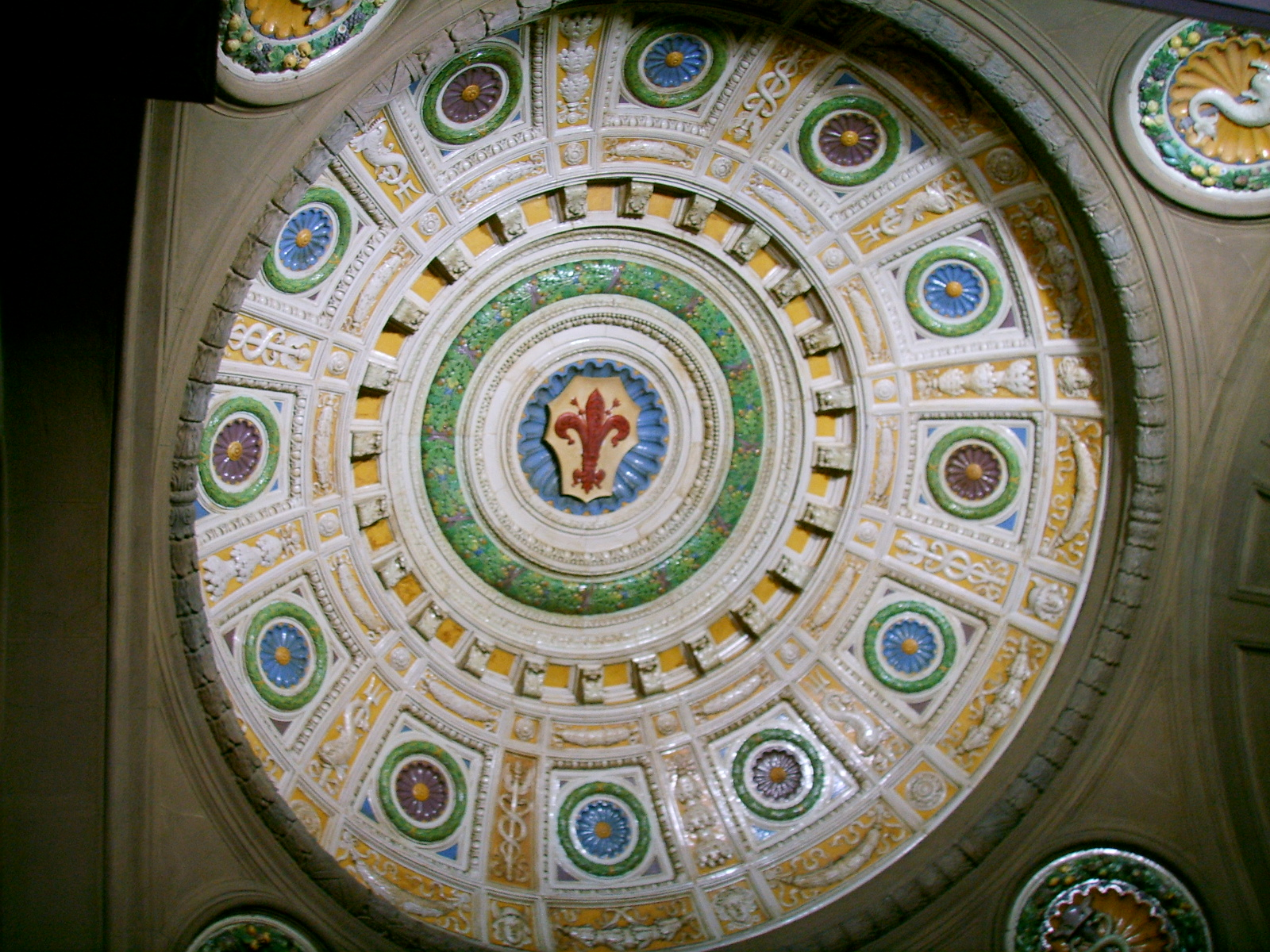
A cúpula em majólica do vestíbulo de entrada.

Florença foi inserida na lei de 1904 com vista à atribuição dos fundos do Ministro dos Correios e Telégrafos, segundo a qual a construção devia ser realizada pela Comuna de Florença passando, aquando da conclusão dos trabalhos, para o Estado. A tarefa da construção foi confiada ao engenheiro chefe do município, Vittorio Tognetti, tendo sido apontado um primeiro projecto por parte do gabinete técnico comunal. A cobertura financeira foi assegurada através duma convenção com a Cassa di Risparmio e Depositi di Firenze (Caixa de Poupança e Depósitos de Florença).
O projecto previa, no máximo, a utilização parcial dos dois lotes contíguos compreendidos entre a Via Pellicceria, a Via Porta Rossa e a área das actuais Piazza Davanzati, Via dei Sassetti e Via degli Anselmi. O projecto executivo, aprovado no dia 15 de Maio de 1905, previa um grande edificio de planta quadrada com arcadas ao longo da Via Pellicceria, no seguimento das já existentes na Piazza Vittorio Emanuele (actual Piazza della Repubblica). 
Em Julho de 1907 foram executadas as fundações e realizado o subterrâneo. Porém, era notória a insuficiência da construção, pelo que os trabalhos foram suspensos e elaborado um projecto de ampliação, pelo terreno contíguo, até à Via degli Anselmi. Esta alteração deveu-se a uma proposta do Ministro dos Correios Schanzer, e tinha como fim hospedar, também, os serviços telefónicos. 
Deste modo, em 1908 foram incumbidos de um novo projecto o engenheiro Tognetti e o arquitecto Rodolfo Sabatini, regressado pouco tempo antes dos Estados Unidos da América. As obras murais foram terminadas em 1914. No dia 11 de Abril daquele ano foi aberta ao público a arcada na Via Pellicceria, no dia 20 de Outubro de 1916 abriram-se alguns gabinetes, embora as obras de acabamento e de instalação se prolongassem até 1917, quando, no dia 19 de Abril, o palacio foi inaugurado na presença de Ministro dos Correios Fera e do Subsecretário de Estado Cesare Rossi. 
O edifício foi dotado dos mais modernos serviços e instalações, sendo dada particular atenção aos mobiliários e ao aparato decorativo dos ambiantes destinados ao público. 
A maior parte da cúpula do vestíbulo de entrada e dos medalhões na fachada principal foram realizados pela Casa Cantagalli, enquanto os vidros foram decorados pela Casa Chini.
A cobertura em ferro e vidro da sala para o público foi desenhada pelo engenheiro Tognetti e realizada pela Officine del Pignone. Também foram estabelecidos contactos, não prossegidos por razões económicas, com os escultores Romeo Pazzini e Antonio Garella para a criação dum painel decorativo a colocar sobre a porta principal e com Galileo Chini para a realização dum afresco na galeria.

## Arquitectura

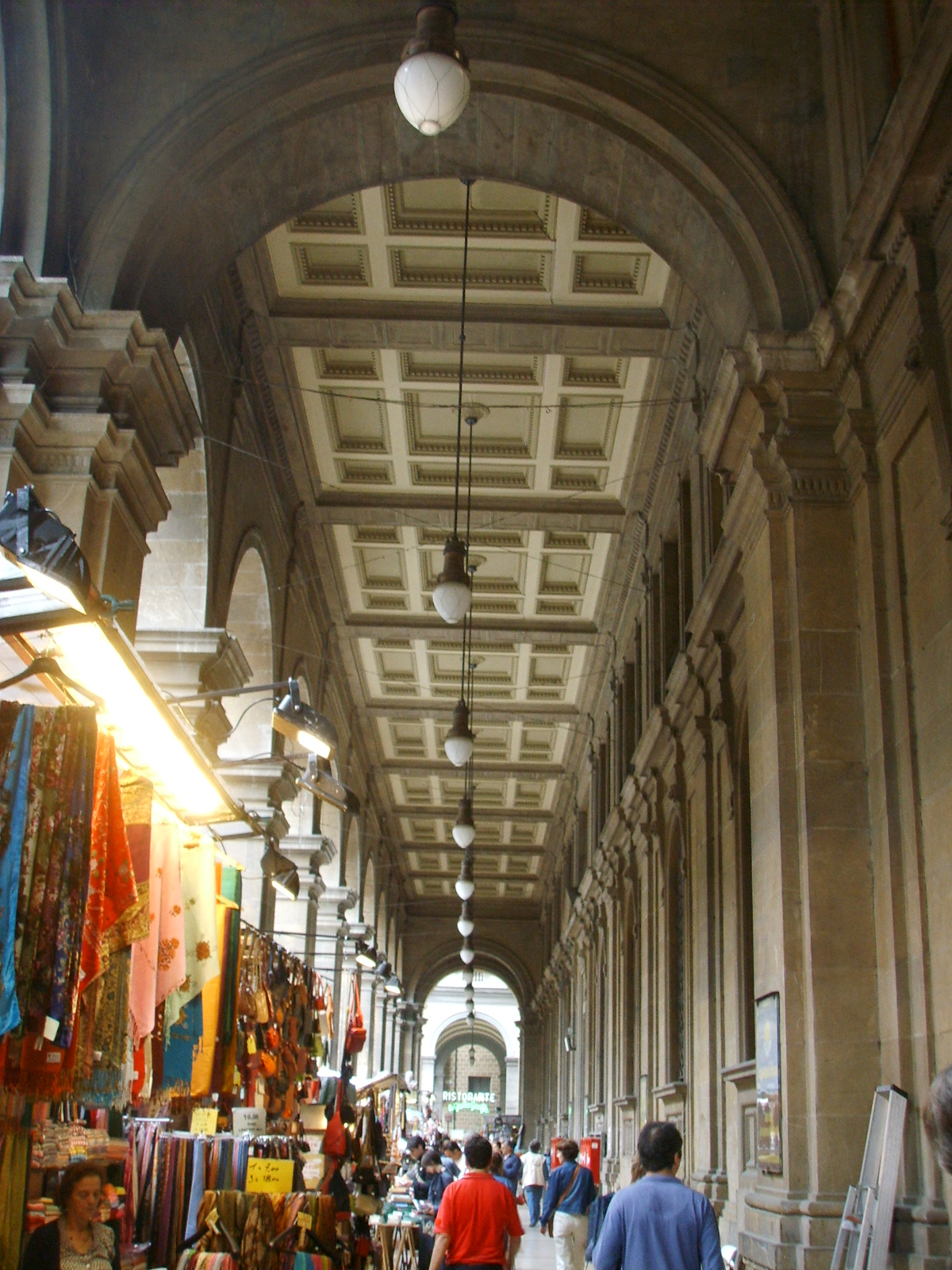
Aspecto da arcada.

Segundo uma tipologia amplamente experimentada em bancos e edifícios públicos, a construção articulava-se em torno dum grande salão central coberto por uma estrutura ligeira em aço e vidro. 
A distribuição dos ambientes foi projectada em três pisos, a que acrescia um mezanino e uma cave. Além dos sistemas tradicionais, oram adoptadas na construção novas tecnologias, realizando as estruturas com pilares e vigas de cimento armado com tamponamentos em tijolo e os sótãos em cimento armado, com excepção das abóbadas do subterrâneo. 

### Exterior

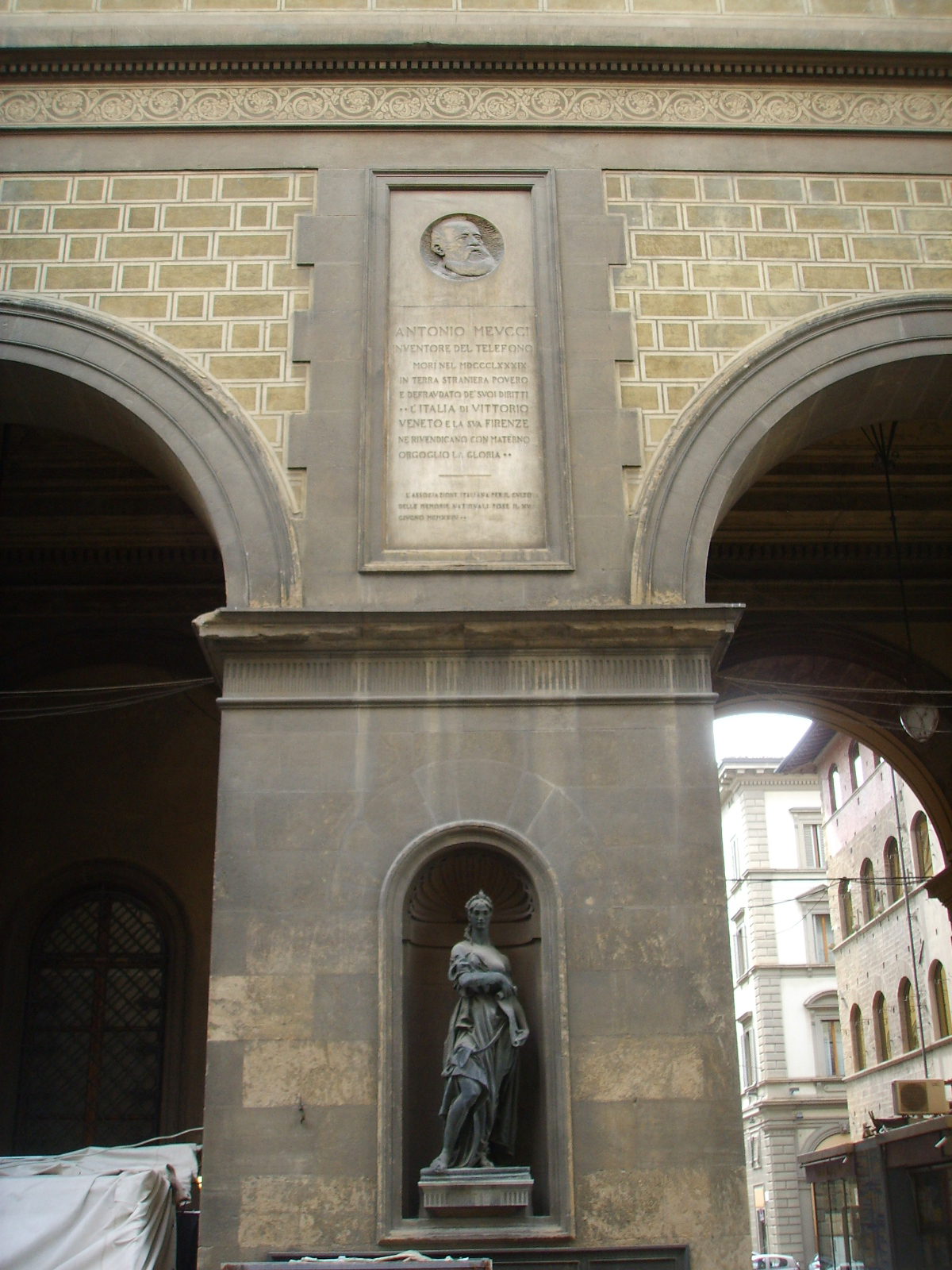
A placa dedicada a Meucci.

No lado principal, volatado para a Via Pellicceria, o palácio apresenta uma arcada de onze tramos articulados por pilares, elevando-se a toda a altura do piso térreo e do mezanino. A arcada está ligada às já existentes no lado oeste da Piazza della Repubblica mediante um estreito edifício de três andares com dois arcos no piso térreo, entre os quais, no largo pilar central, se abre um nicho com estátua sobre o qual está colocada uma lápide em bronze dedicada aos mortos da Primeira Guerra Mundial. A alta base de falso colmeado, concluída por uma cornija sobre os arcos, é seguida por um tratamento da fachada com reboco decorado por grafites. Na fachadastá, por outro lado, afixada a lápide dedicada a Antonio Meucci. 
Entre os arcos da arcada foram colocados medalhões decorativos em cerâmica polícroma, com brasões de diferente desenho. 
Características de uma certa imponência apresenta, também, a fachada sobre a Piazza Davanzati, dividida em três partes e revestida em colmeado rústico no sector mais baixo. A parte central é articulada por sete arcos de volta perfeita 
tapados, no interior dos quais se abrem os dois portões de acesso secundário, enquadrados e timpanados, e janelas emolduradas em arco. Além do mezanino, iluminado por aberturas rectangulares, eleva-se uma ordem de janelas com edícola arquitravada, com tímpanos semicirculares e parapeitos em túnel, encimadas pelas pequenas aberturas do segundo mezanino, divididas por brasões e cartelas em pequenas molduras. 
No último andar, uma galeria aberta domina os dois alçados. 
As janelas são arcadas, ajoelhadas e fechadas por gradeamentos no piso térreo, arcadas no primeiro andar e bíforas no segundo com apoio de volta perfeita, colonadas e com óculo central, parapeito decorado por motivos geométricos e conchas ao centro.
Na Via Porta Rossa a fachada é mais simples, com três ordens de sete janelas cada uma e paramentos decorados a graffite. 
Na Via degli Anselmi, a fachada é articulada por nove aberturas, costituida no piso térreo por três enradas de serviço, com arcos intervalados por janelas rectangulares emolduradas, ajoelhadas e fechadas por gradeamentos. 
Na arcada da Via Pellicceria, abre-se a entrada principal, emoldurada e timpanada, flanqueada por janelas ajoelhadas e emcimada por uma fila horizontal de janelas tríforas arquitravadas do mezanino, inseridas na luneta do próprio pórtico.

### Interior

#### Piso térreo

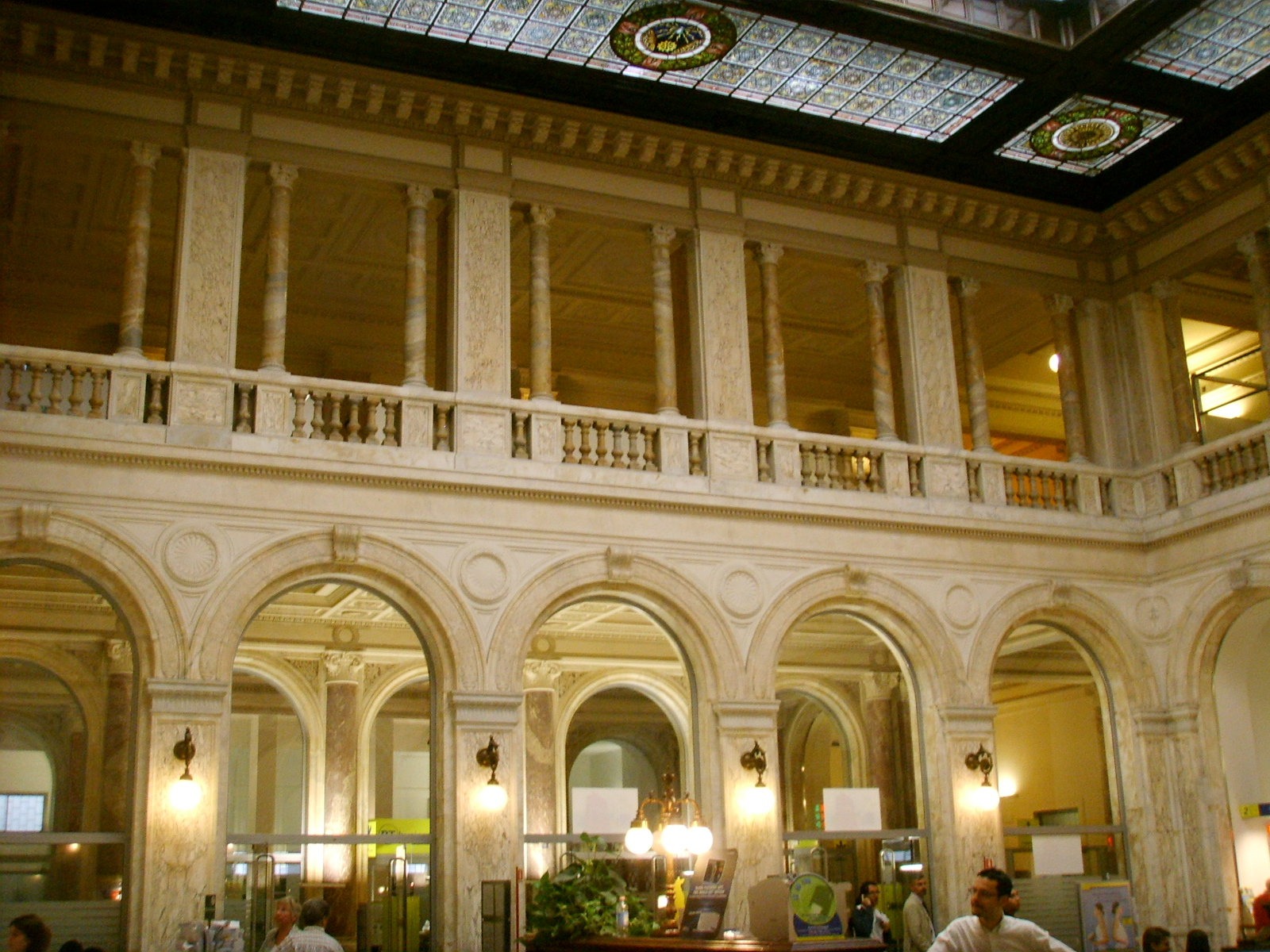
A sala destinada ao público.

No interior, a distribuição planimétrica é feita em torno de dois pátios de planta quadrada, dos quais um está destinado aos serviços ao público e coberto por uma estrutura de aço e vidro, e o outro é um pátio de serviço, descoberto, com acesso pela entrada à esquerda da fachada na Piazza Davanzati.
A entrada principal dá acesso a um pequeno vestíbulo de forma quadrada, abobadado com uma cúpula decorada com painéis de cerâmica polícroma e medalhões em penachos, à esquerda do qual se encontra a escada interna de serviço, com apoio em três tramos. 

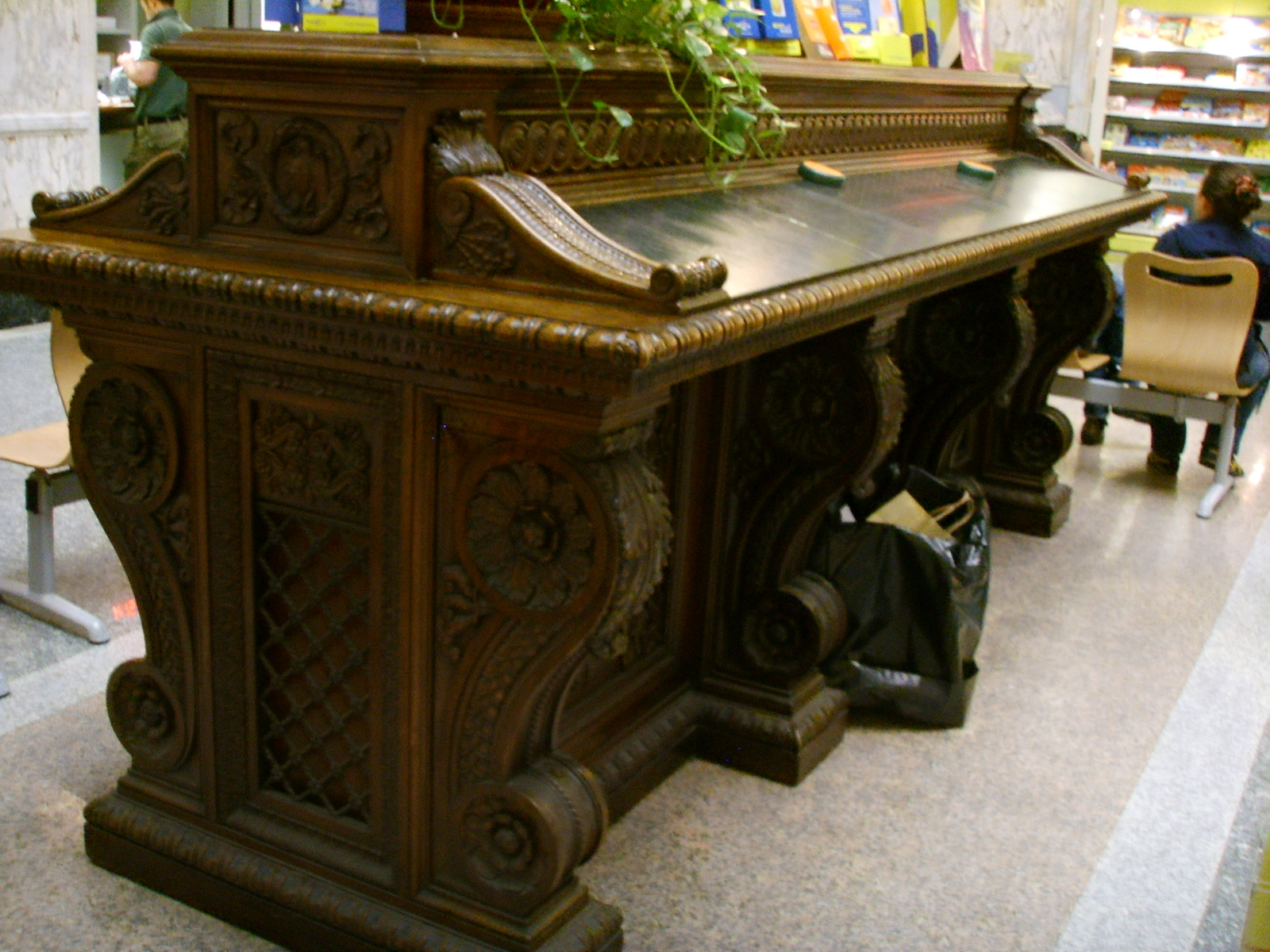
O mobiliário original.

Em frente, desenvolve-se a galea do piso térreo, pavimentada e rivestida em mármore, fechada por uma soleira plana decorada com estuque e flanqueada por cinco arcos separados por pilastras com meias colonas coríntias adossadas. 
À esquerda, abre-se a grande sala para o público, concebida em jeito de pátio renascentista, com pavimento em mármore decorado com motivos geométricos e paredes organizadas com cinco arcos em cada lado, separados por pilastras, com medalhões inseridos entre os arcos e mísulas em chave. Os arcos são encimados pela balaustrada que limita o mezanino, por sua vez dividido por pilastras e colunas coríntias.
Uma cornija saliente conclui o tratamento das paredes e sublinha a estrutura em aço com vidros polícromos de fechamento da sala. 
Entre os arcos estão inseridos os balcões para o serviço ao público, muitos dos quais ainda são os originais. São também de origem as bancadas de escrita. 
À direita da galeria do piso térreo, abre-se a sala para os serviços telegráficos, de forma rectangular bastante estreita, enquanto em eixo com a entrada, no extremo da galeria, eleva-se a escadaria marmórea de ligação ao mezanino, onde no primeiro patamar se abre uma trífora com vidros coloridos.

#### mezanino

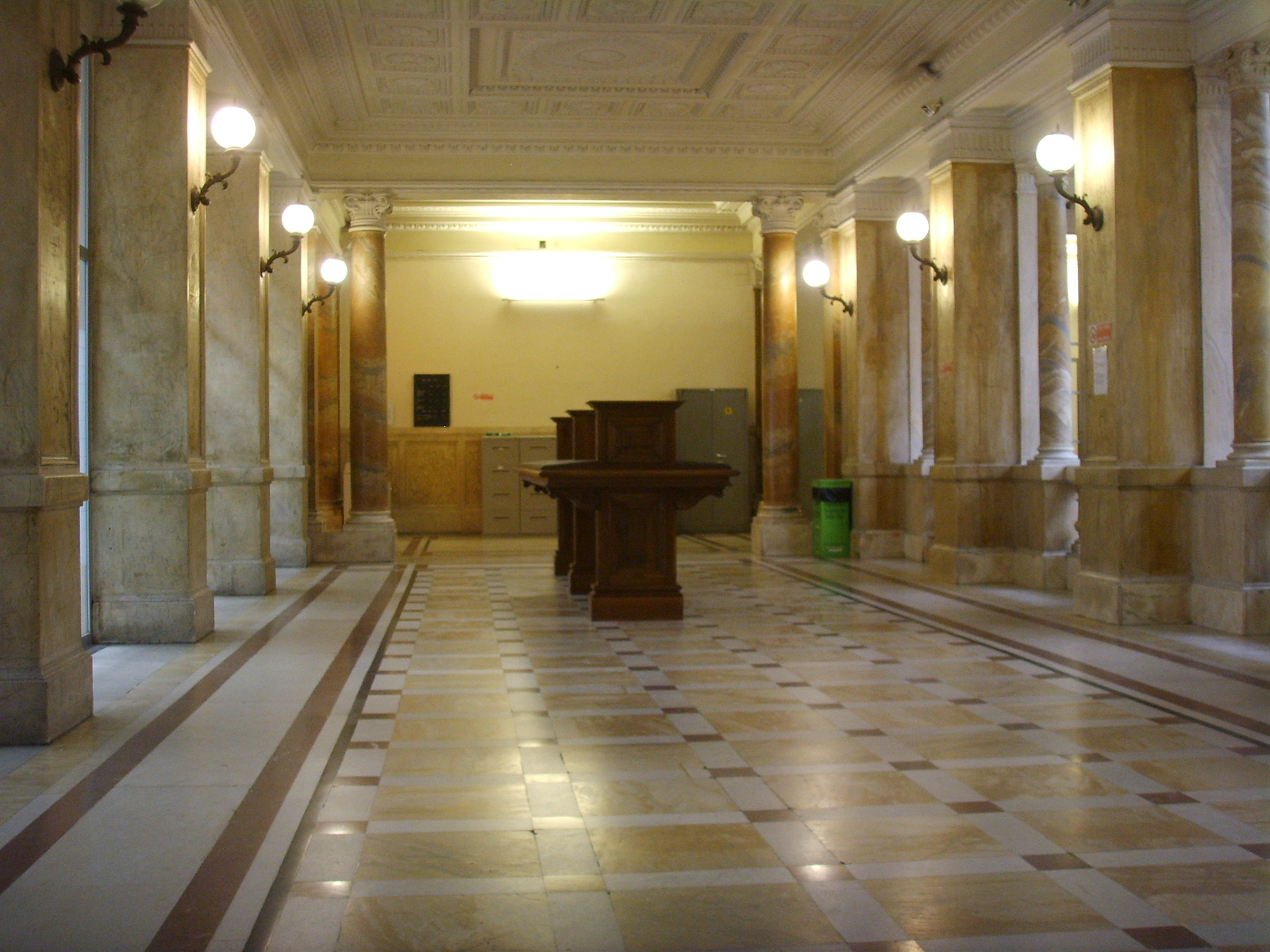
A galeria do primeiro andar.

A galeria superior, que ocupa a altura do mezanino, hospeda outros serviços para o público e, à semelhança da galeria inferior, o seu carácter representativo é garantido pela abundante decoração e pelo emprego de materiais valiosos. 

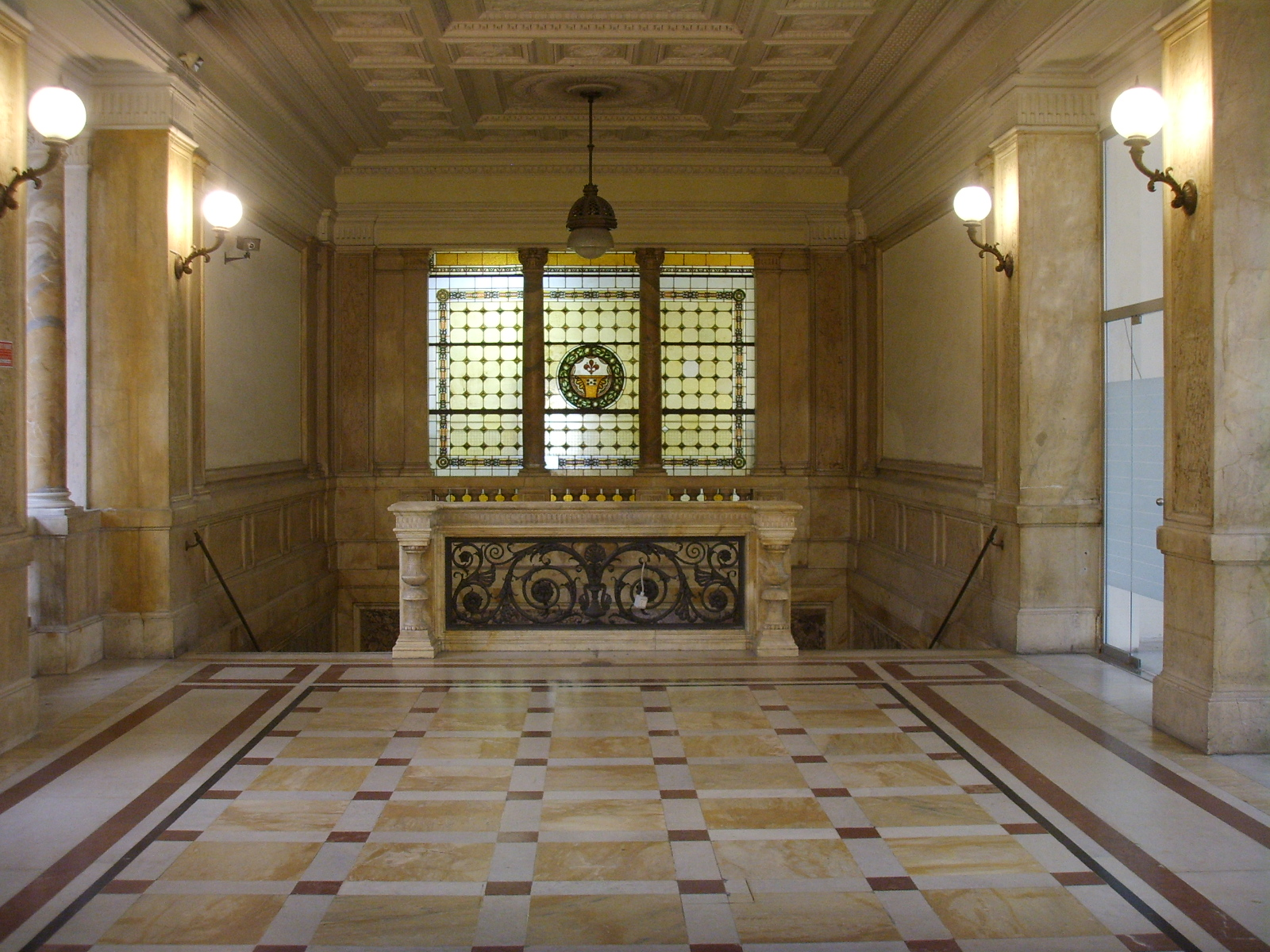
A galeria do primeiro andar em direcção à escada.

Fechada por uma soleira plana com painéis decorativos em estuque de sabor quatrocentista, o primeiro sector da galeria superior, ao qual se acede pela escadaria principal, é inteiramente revestido em mármore e concluido por colunas coríntias.
O espaço reservado ao pessoal interno é fechado, na extremidade lateral deste primeiro sector, por uma cancela em ferro forjado. 
O segundo lado da galeria está em contacto directo com a escadaria que sai do piso térreo e continua por todos os andares do edifício, fechada por uma clarabóia com vidros coloridos. 
Os andares superiores acolhem a direcção e os diversos gabinetes.

### Crítica arquitectónica
Segundo as intenções da Decisão Comunal, reafirmadas por Tognetti no opúsculo de 1917, o revestimento arquitectónico do palácio insirava-se "na bela época do Renascimento".
As exigências do edifício "público e moderno" necessitavam, todavia, de "outras luzes e outras proporções" que o arquitecto Sabatini executou dilatando na imensa mole do palácio elementos estilísticos de sabor neo-maneirista. 
As soluções decorativas e, sobretudo, as particulares proporções dos elementos arquitectónicos foram bastante criticadas pelos contemporâneos. Actualmente, o Palazzo delle Poste é lido como uma das expressões dum ecletismo neo-quatrocentista, típico das volumosas presenças arquitectónicas que marcaram as expressões do Estado nos primeiros vinte anos do século XX.

## Bibliografia

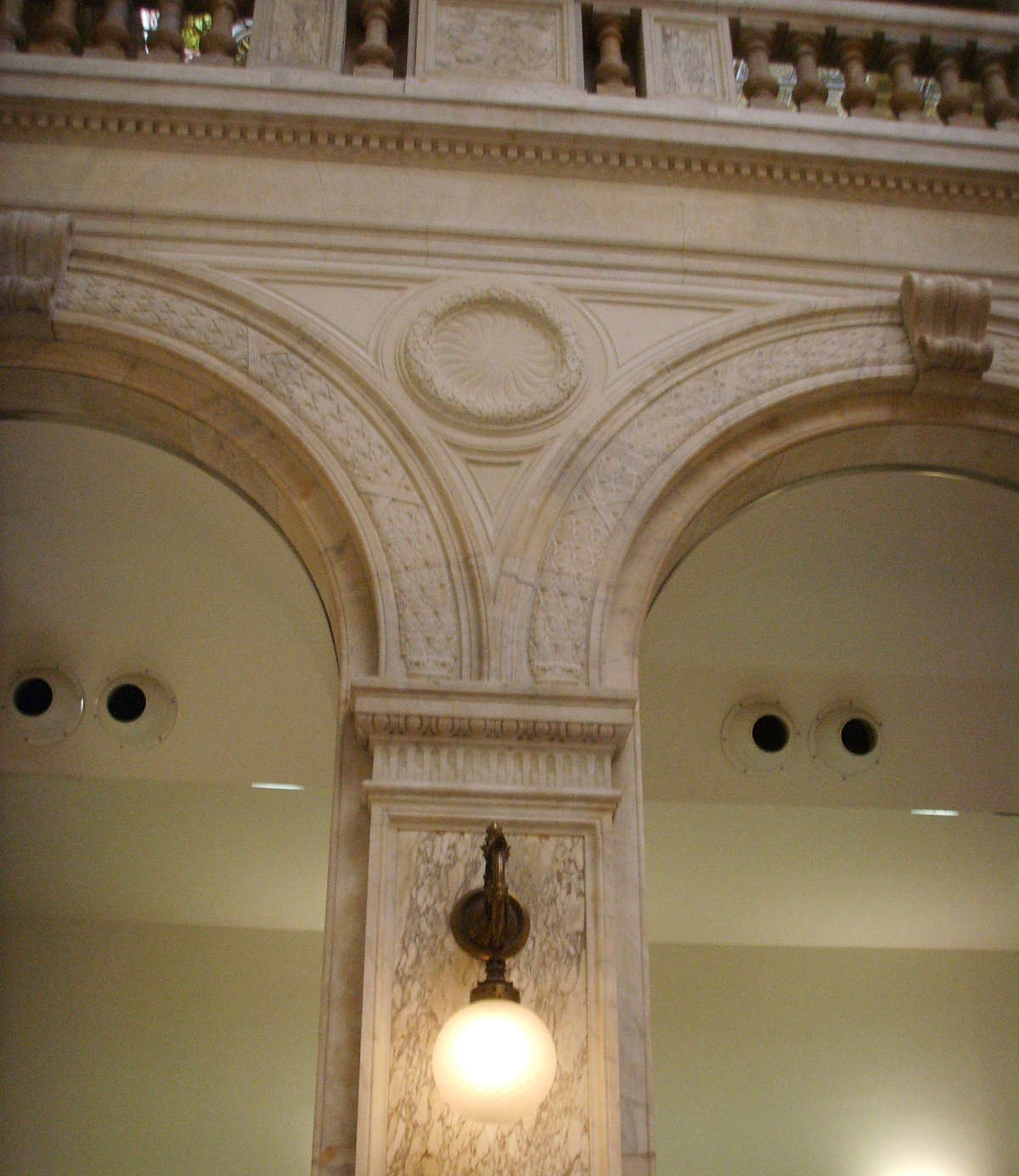
Detalhe do pátio central.